# Josepha Barbara Auernhammer
Josepha (Josephine) Barbara Auernhammer (ook: Josepha von Auernhammer, Josepha Aurnhammer, Josepha Auerhammer, Josepha Auerhahn, Josepha Bessenig, Josepha Bösenhönig, Josepha Pößkönig) (Wenen, gedoopt 25 september 1758 – aldaar, 31 januari 1820) was een Oostenrijks componiste, muziekpedagoge en pianiste. Als pianiste was zij een veel geachte en graag gehoorde virtuoos op verschillende Weense podia. Omdat zij meester-leerling van Wolfgang Amadeus Mozart was, zijn vooral de werkzaamheden tussen de jaren 1780 tot 1790 gedocumenteerd. Haar pianospel met Mozart werd door Abbé Stadler enthousiast beschreven. Zij was Mozart een hulp bij de druklegging en publicaties van meerdere van zijn werken. 

## Levensloop
Auernhammer kreeg vanaf 1778 pianoles en muziektheoretisch onderwijs bij Georg Friedrich Richter en Leopold Antonín Koželuh en sinds 1781/1782 ook bij Wolfgang Amadeus Mozart. In november 1781 heeft zij de druk van de zes sonates voor viool en piano (KV 296) van Mozart gecontroleerd; overigens een uitgave, die aan haar opgedragen is. Vanaf 1782 zijn verschillende gezamenlijke optredens van Auernhammer en Mozart aan de piano gedocumenteerd. Toen zij in 1782 uit het huis van de ouders vertrok kreeg zij op advies van Mozart een woning bij de barones von Waldstätten. 
Vanaf 1785 concerteerde zij regelmatig in het Burgtheater, het Kärntnertortheater en andere concertgebouwen in Wenen. Verder was zij voor diverse muziekuitgeverijen in Wenen bezig bij de druklegging van pianowerken, en in 1785 droeg haar de muziekuitgever Torricella in Wenen de druk van Mozarts KV 265 op. 
Op 23 mei 1786 huwde zij de ambtenaar Johann Bessenig (ca. 1752-1837). Haar muzikale carrière zette zij verder onder haar meisjesnaam voort. Een van haar drie kinderen, Marianna Clara, genoemd Anna, werd later als zangeres en zanglerares werkzaam. 
Vanaf 1788 was zij als pianolerares bezig. Verder componeerde zij nu ook en publiceerde in 1792 bijvoorbeeld de 6 Variationen auf die Aria "Der Vogelfänger bin ich ja". Vanaf 1804 zijn ook gezamenlijke optredens met haar dochter Anna bekend.

## Composities

### Vocale muziek

#### Liederen
- 1790 6 deutsche Lieder beim Klavier zu singen

### Kamermuziek
- Pace caro mio sposo
- Sonate in C majeur, voor viool en piano

### Werken voor piano
- 1791 Zes variaties over "Nel cor più non mi sento (G. Paisello: La Molinara)"
- 1792 Zes variaties over "Der Vogelfänger bin ich ja (W.A. Mozart: Die Zauberflöte)"
- 1794 Acht variaties over de contredans "La ballo intitolato la figlia mal Castodita"
- 1799 Zes variaties over "La stessa, la stessissima (Antonio Salieri)"
- 1801 Zes variaties
- 1803 Zes variaties over een mars (Luigi Cherubini: "Les deux jorunées")
- 1810 Zes variaties over een Hongaars thema
- 2 sonates
- Tien variaties over een thema uit het ballet "Les folies amoureuses"
- Tien variaties, op. 63

### Werken voor klavecimbel
- Six menuets pour le clavecin